# Puente Kersten Miles
El puente Kersten Miles (en alemán, Kersten-Miles-Brücke) es un puente en arco de finales del siglo XIX ubicado en la ciudad-estado de Hamburgo, al norte de Alemania. Situado en los Landungsbrücken, en la frontera entre los distritos de Neustadt y St. Pauli, es un monumento cultural de la ciudad de Hamburgo (Kulturdenkmal der Stadt Hamburg).

## Descripción
El puente fue nombrado en 1937 en memoria de Kersten Miles, miembro del senado de la ciudad y su alcalde ("primer ciudadano") durante más de cuatro décadas, entre 1378 y 1420, en pleno  apogeo de la liga hanseática. En tiempo de su mandato, la ciudad prosperaba, cobrando gran relevancia en la industria marítima y portuaria.
La construcción del puente tuvo lugar entre 1895 y 1897, y en su tiempo estaba ubicado en un punto estratégico de la ciudad, facilitando el acceso por carretera a instituciones como la Deutsche Seewarte (autoridad alemana de meteorología marítima).

## Diseño
El puente está caracterizado por los escudos de armas de los estados y ciudades de la liga hanseática grabados en su parte interior (el interior de la valla), y las estatuas de cuatro personas erigidas en su exterior:
- Kersten Miles, cuyo nombre recibe el puente (escultor: Carl Boerner).
- Simón de Utrecht (1370-1437), capitán en la armada hanseática, héroe de las guerras contra la piratería (sobre todo los Hermanos de las vituallas) y artífice de la captura de Klaus Störtebeker; Primer alcalde de honor de Hamburgo (escultor: Carl Garbers).
- Berend Jacob Karpfanger (1622-1683), almirante del generalato de Hamburgo, capitán jefe de los barcos de guerra Leopold I y Wapen von Hamburg que defendieron el comercio marítimo de los piratas de la costa berberisca (escultor: Wilhelm Giesecke).
- Ditmar Koel (1500-1563), capitán de barcos de guerra, famoso cazador de piratas y alcalde de Hamburgo (escultor: Robert Ockelmann).

En 2014 se descubrió a pie del puente un antiguo mosaico pavimentado con ornamentos en forma de hoja de zarcillo. Hasta la fecha no ha quedado del todo claro de que época está datado, considerándose un gran misterio ya que no está claro si se conocía la existencia del mismo cuando se construyó el puente precisamente en este lugar.

## Galería

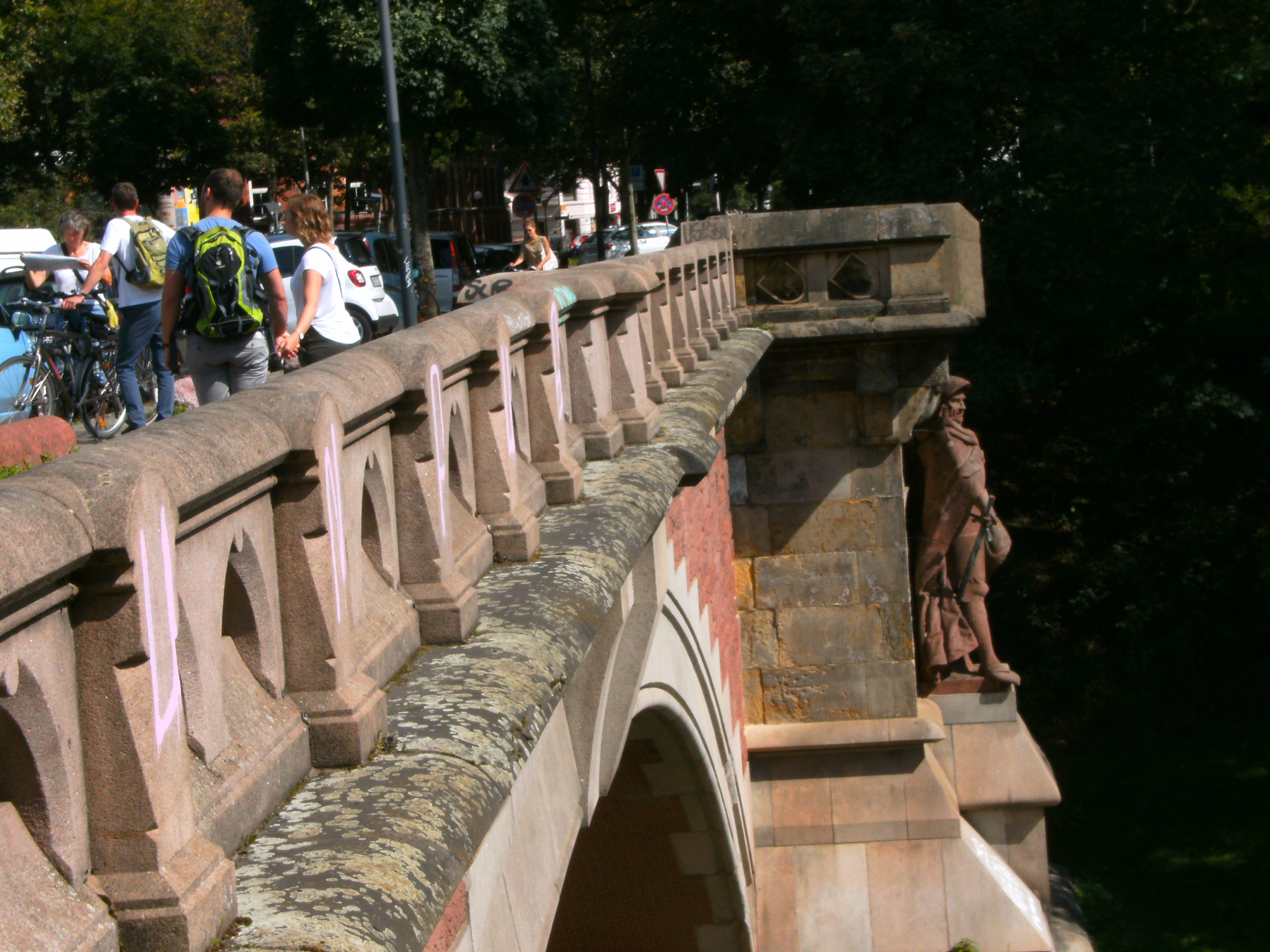
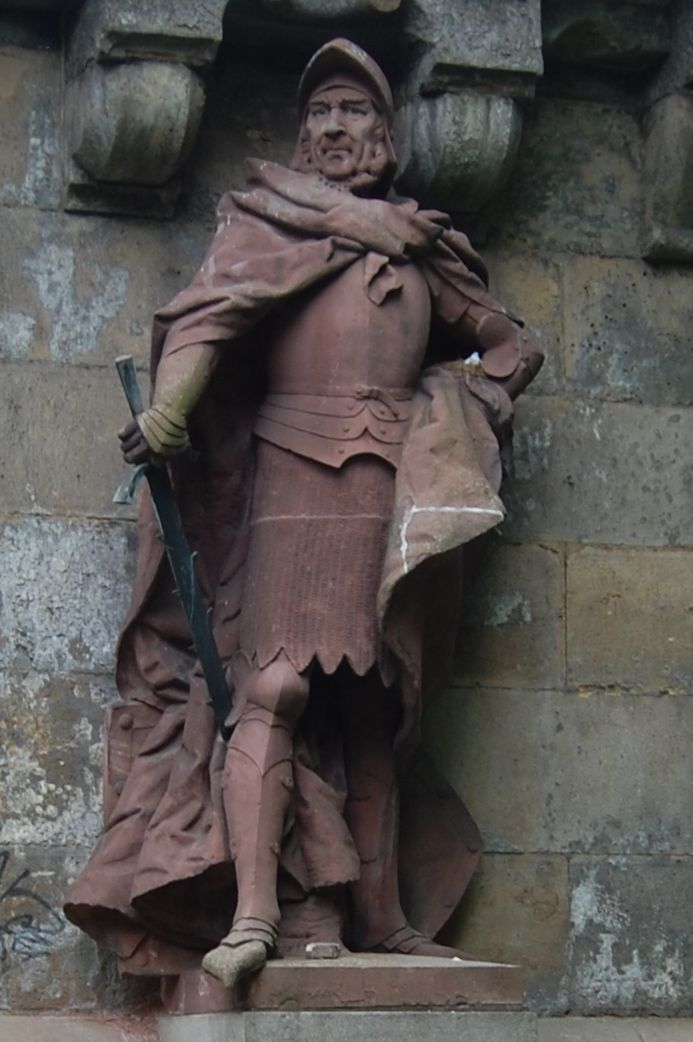
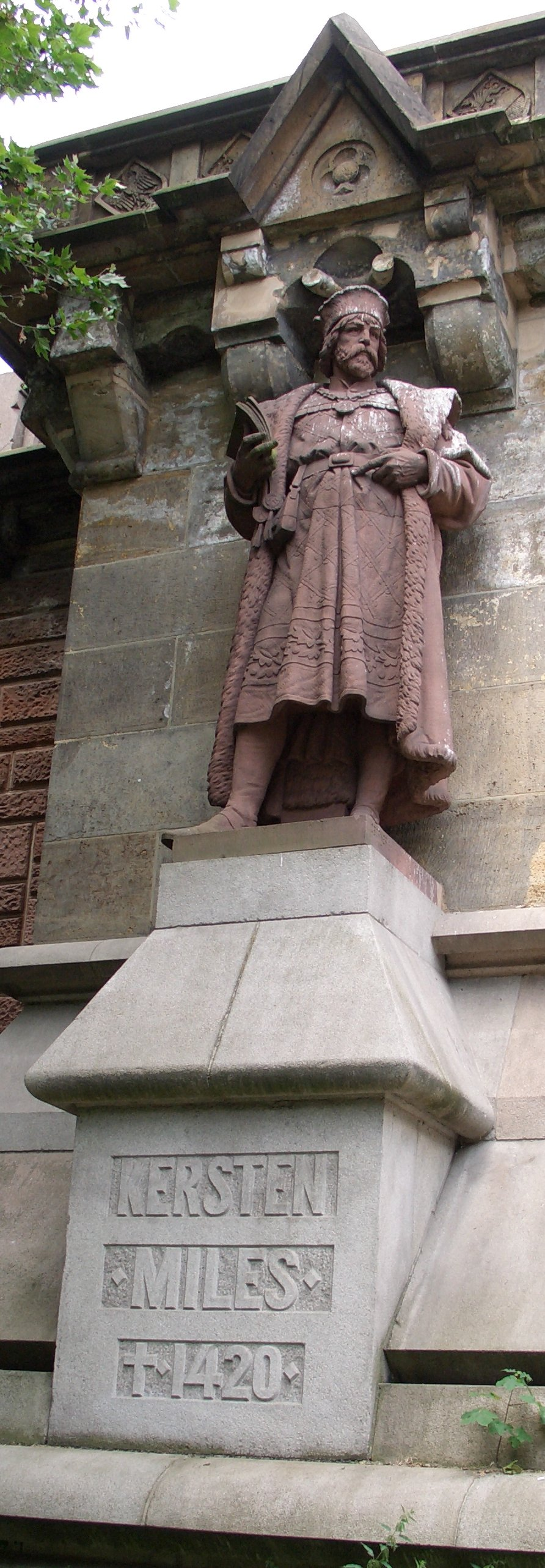
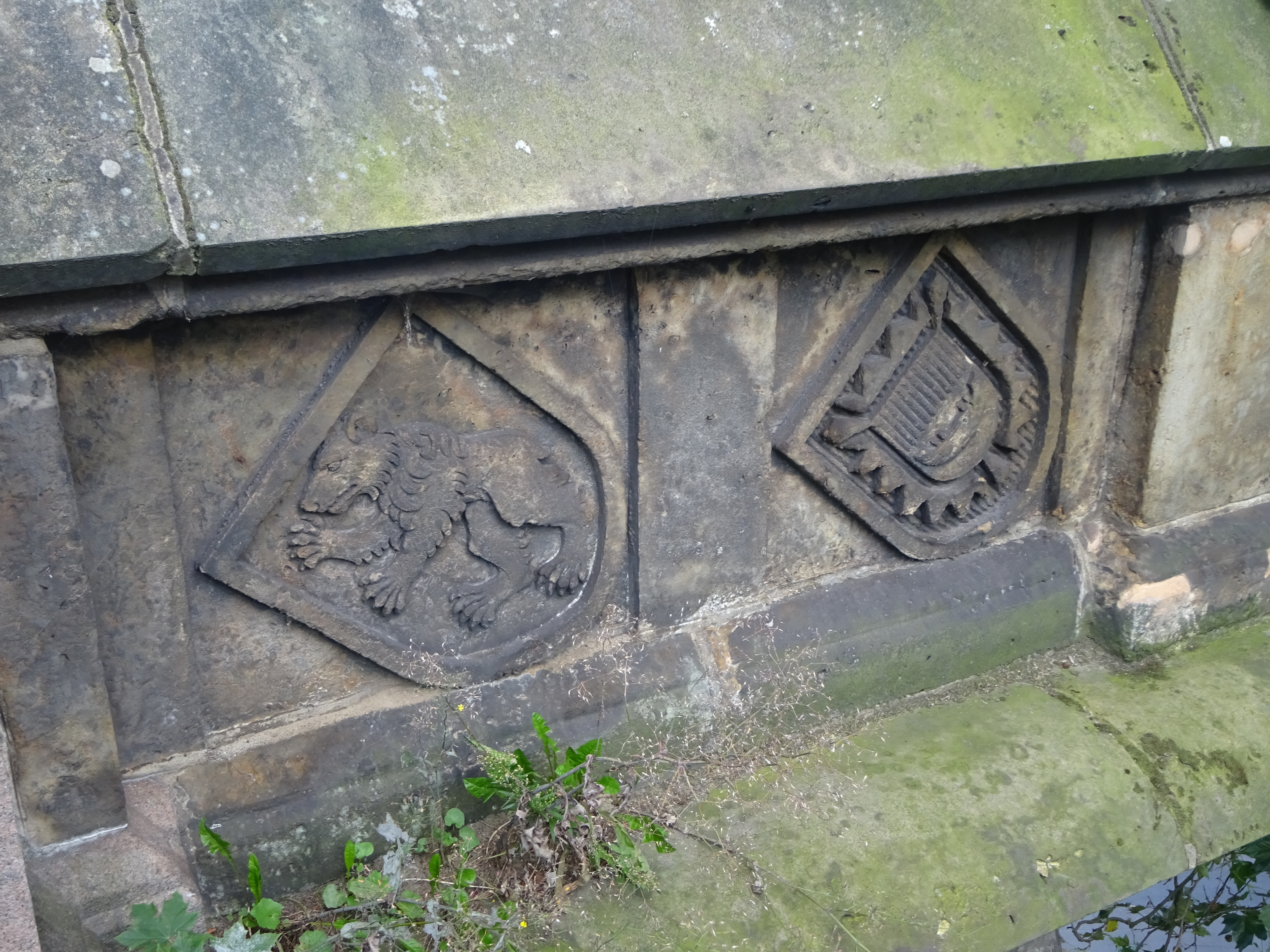
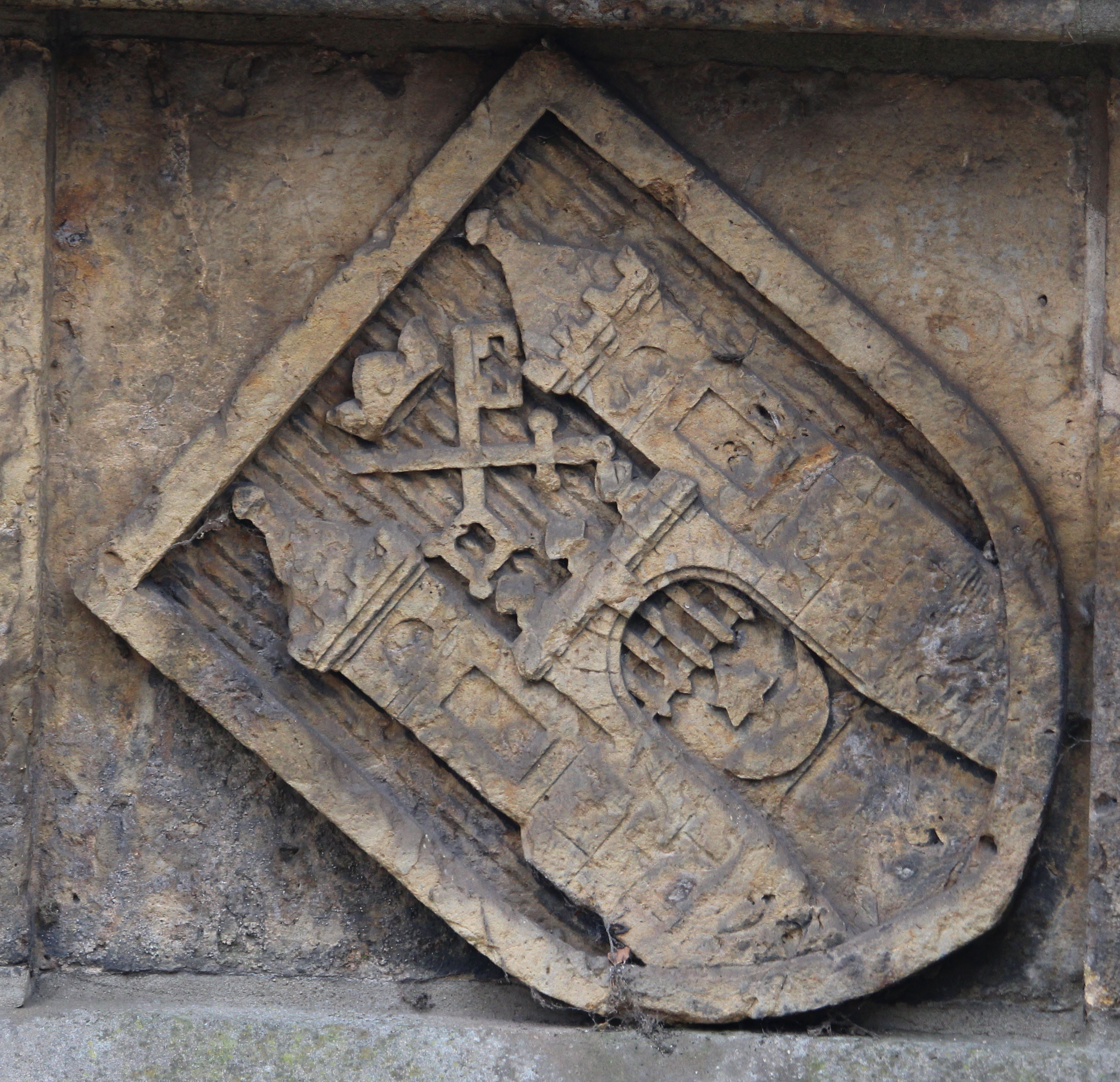
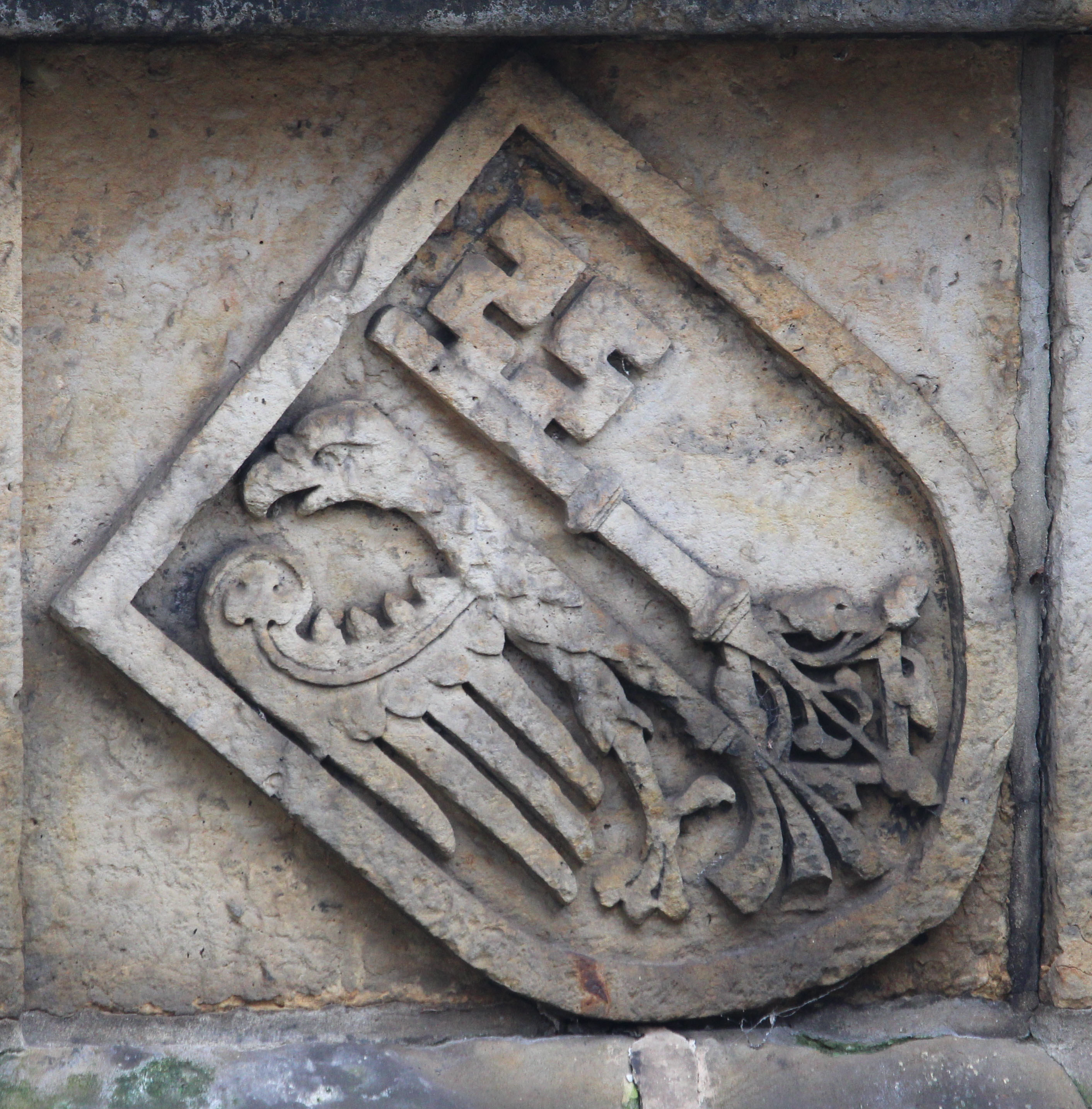
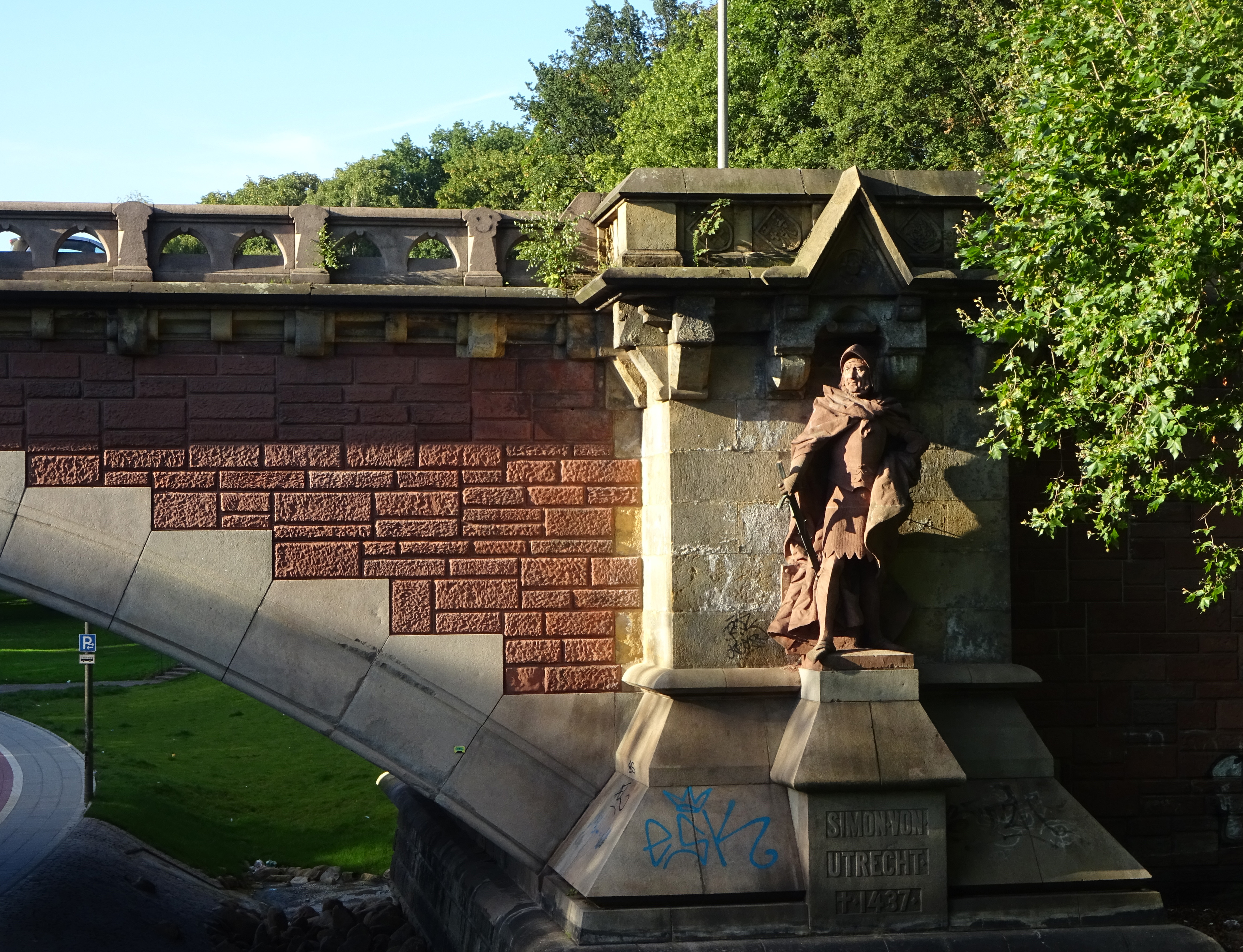
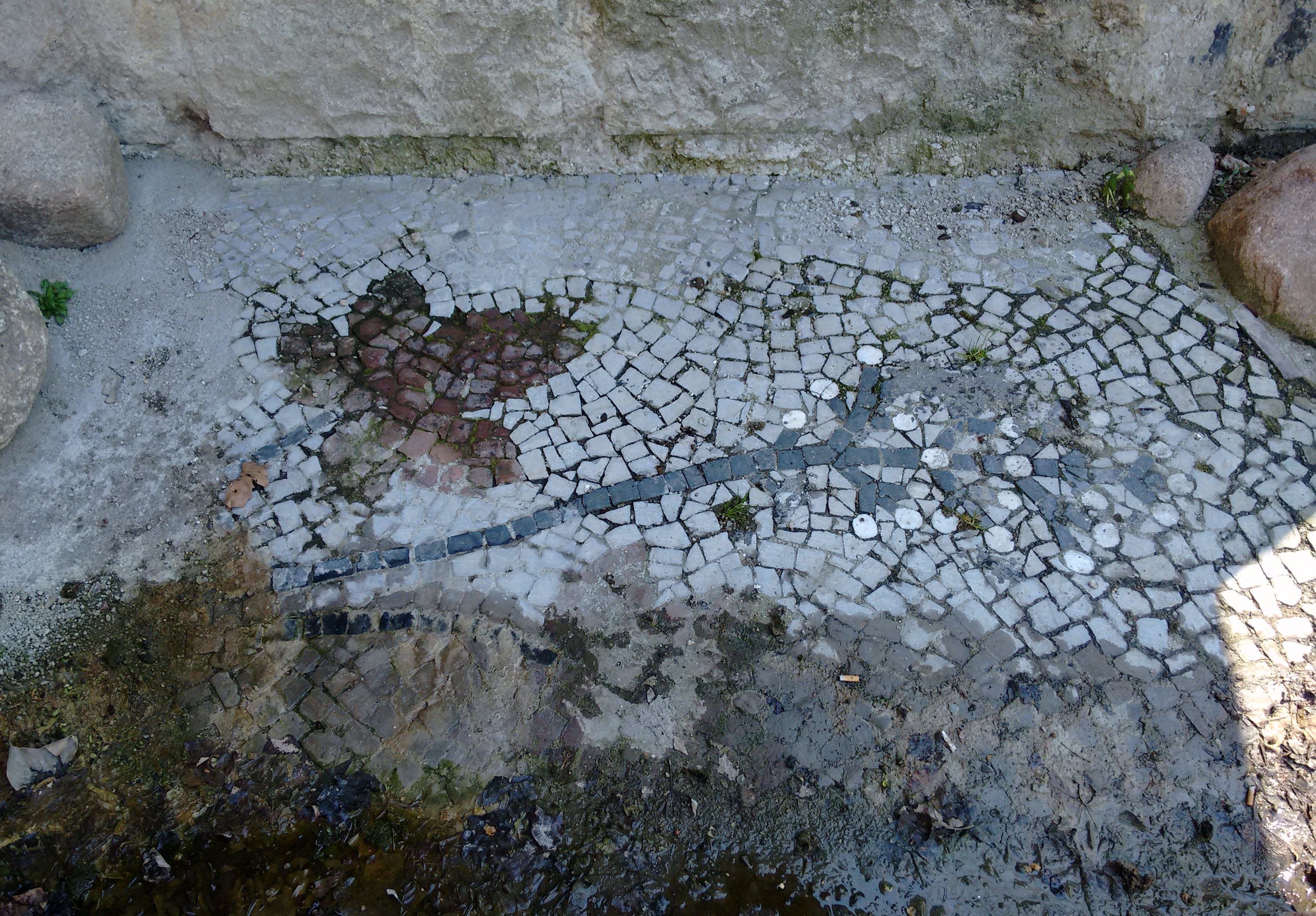